# Contribution sociale généralisée
Pour les articles homonymes, voir CSG.
En France, la contribution sociale généralisée (CSG) est un impôt, en partie proportionnel créé le 18 décembre 1990, qui participe au financement de la sécurité sociale,, et, depuis 2018, de l’assurance chômage, à la place des cotisations prélevées sur les salaires. Son taux et son assiette ont constamment augmenté depuis sa création, tandis qu’elle a été rendue en partie progressive sur les revenus de remplacement, et notamment les indemnités chômage et retraite.
Selon la DREES, en 2021, la CSG a généré en recettes pour l'Etat plus de 129,4 milliards d'euros, soit une hausse de 4,7% par rapport à 2020.
La nature de la CSG parmi les prélèvements obligatoires est complexe à appréhender. Dans l’ordre juridique français, elle est considérée par la jurisprudence du Conseil constitutionnel comme étant une imposition de toute nature, et non pas comme une cotisation sociale. Cette qualification permet notamment de justifier le caractère progressif de la CSG sur certains revenus (pensions de retraite et indemnisation du chômage), l’assujettissement des revenus du patrimoine ainsi que l’absence d’ouverture de droits supplémentaires par la Sécurité sociale découlant des contributions versées. 
En revanche, en droit de l’Union européenne, cette contribution ainsi que les autres prélèvements sociaux français (notamment la CRDS) ont été jugés en 2015 par la Cour de justice de l’Union européenne comme présentant un « lien direct et suffisamment pertinent avec certaines branches de sécurité sociale » et sont de ce fait assimilés à des cotisations sociales au sens du droit européen. Ce faisant, il est notamment interdit donc d’y soumettre les travailleurs de l’Union européenne n’étant pas affiliés au système de sécurité sociale français,. Toutefois, la CJUE ne s’est pas prononcée sur la nature d’impôt ou de cotisation sociale de la CSG au sens du droit français, qui ne relève pas de sa compétence. La CSG est donc un impôt au sens du droit français, affecté au financement de la Sécurité sociale et auquel sont applicables des dispositions du droit européen relatives aux cotisations sociales, sans que ces deux appréciations soient incompatibles.

## Historique

Recettes annuelles de la CSG depuis 1995 (en milliards d'euros).

La CSG est créée à l'initiative du gouvernement Michel Rocard, pour diversifier le financement de la protection sociale, dans la loi de finances pour 1991.
La CSG a vu ses taux et ses recettes augmenter de manière constante sous les gouvernements successifs,,,.
- 1991 : la CSG est créée pour financer la branche famille en remplacement des cotisations patronales d’allocations familiales. Son taux est de 1,1 % pour les revenus d'activités, les revenus de remplacement et les revenus du patrimoine.
- 1993 : la CSG finance le Fonds de solidarité vieillesse. Elle augmente pour atteindre un taux de 2,4 %.
- 1997 : la CSG finance la branche maladie contre une réduction des cotisations salariales. Elle augmente pour atteindre un taux de 3,4 %. La CSG jeux est créé, également à 3,4 %.
- 1998 : la CSG augmente au profit de la branche maladie pour atteindre 7,5 % sur les revenus d'activités, du patrimoine et des jeux, 6,2 % pour les revenus de remplacement.
- 2005 : la CSG augmente au profit de la branche maladie pour atteindre 8,2 % sur les revenus du patrimoine, et 9,5 % pour le revenu des jeux[13].
- 2010 : loi sur la libéralisation et la régulation des jeux d'argent en ligne : la CSG sur les jeux passe à 6,9 %, parallèlement à la création d’un prélèvement social sur les paris hippiques et sportifs et sur les jeux de cercle en ligne[14].
- 2018 : la CSG augmente, en remplacement des cotisations salariales d’assurance maladie et d’assurance chômage, pour atteindre 9,2 % sur les revenus d'activités, 9,9 % sur les revenus du patrimoine, et 8,6 % pour le revenu des jeux[15],[16],[17]. Toutefois cette réforme est retouchée dès la fin de l’année :
  - la CSG sur les revenus du patrimoine passe à 9,2 % en contrepartie de l’instauration du prélèvement de solidarité sur les revenus du patrimoine et les produits de placement au taux de 7,50 %. Ainsi sur la même assiette, le taux global reste de 17,2 %[18] ;
  - de plus les effets de seuils sont modifiés pour atténuer la hausse de la CSG pour les retraites[19],[20] ;
  - enfin, lors du mouvement des Gilets jaunes, l’exécutif annonce que la hausse de la CSG est annulée pour les retraités qui touchent « moins de 2 000 euros par mois ». Cela revient à créer un nouveau taux dérogatoire de 6,6 % pour certaines personnes, le même qu’avant 2018[21].
- 2020 : Loi relative à la croissance et la transformation des entreprises : la CSG sur les jeux passe à 6,2 %[22].

### Évolution des taux principaux de CSG
| À compter du           | 1er février 1991 | 1er juillet 1993 | 1er janvier 1997 | 1er janvier 1998 | 1er janvier 2005 | 1er janvier 2018 | 1er janvier 2019 |
| ---------------------- | ---------------- | ---------------- | ---------------- | ---------------- | ---------------- | ---------------- | ---------------- |
| Revenus d'activité     | 1,1 %            | 2,4 %            | 3,4 %            | 7,5 %            | 7,5 %            | 9,2 %            | 9,2 %            |
| Pensions de retraite   | 1,1 %            | 2,4 %            | 3,4 %            | 6,2 %            | 6,6 %            | 8,3 %            | 8,3 %            |
| Allocations de chômage | 1,1 %            | 2,4 %            | 3,4 %            | 6,2 %            | 6,2 %            | 6,2 %            | 6,2 %            |
| Revenus du patrimoine  | 1,1 %            | 2,4 %            | 3,4 %            | 7,5 %            | 8,2 %            | 9,9 %            | 9,2 %            |
| Produits de placement  | 1,1 %            | 2,4 %            | 3,4 %            | 7,5 %            | 8,2 %            | 9,9 %            | 9,2 %            |

## Nature de la contribution
La nature de la CSG a été débattue car elle suit un régime légal dual, et relève de qualifications distinctes en droit français et en droit européen.
La contribution sur les revenus d'activité et de remplacement est soumise aux règles d’assiette et de recouvrement des cotisations de sécurité sociale ; la contribution sur les autres catégories de revenus relève des dispositions du code général des impôts.
Elle est distincte des cotisations sociales au sens du droit interne français : son paiement n'ouvre pas droit à affiliation aux régimes sociaux ni à prestations sociales, elle est progressive sur certains revenus, et s’applique aux revenus du patrimoine. Selon le Conseil constitutionnel, elle relève donc des impositions de toutes natures régies par l’article 34 de la Constitution. La Cour de cassation a suivi cette interprétation.
Toutefois, les mots cotisation sociale recouvrent des sens différents en droit interne français et en droit de l’Union européenne. En effet, un règlement européen du 14 juin 1971 relatif à l’application des régimes de sécurité sociale aux travailleurs se déplaçant dans l’Union "crée une catégorie juridique qualifiée de « cotisations », qu’elle ne définit pas. La Cour de justice de l’Union européenne (CJUE), seule compétente pour interpréter ce règlement, a considéré à partir de 2000 que la France manquait à ses obligations qui en découlaient en soumettant à la CSG les personnes résidant en France mais n’étant pas affiliées à la Sécurité sociale française parce qu’elles travaillaient à l’étranger,. Elle a, par cette occasion, confirmé une jurisprudence de 1995 par laquelle elle définissait les « cotisations » au sens de ce règlement comme étant les prélèvements présentant un « lien direct et suffisamment pertinent » avec une branche de la sécurité sociale.
La CJUE a par la suite maintenue constante cette jurisprudence, notamment dans un arrêt d’avril 2008, tout en reconnaissant que pour la détermination de la base d’application de la CSG aux revenus du travail d’un résident français, les dispositions législatives communautaires régissant la fiscalité pouvaient s'appliquer. Elle l’a confirmée par un arrêt du 26 février 2015, ne reconnaissant pas à la France le droit de faire payer à des personnes qui y sont domiciliées fiscalement mais qui travaillent dans un autre pays de l'Union européenne des prélèvements sociaux sur leurs revenus patrimoniaux étrangers,. Ce jugement de la CJUE a été suivi par le Conseil d'État, le 27 juillet 2015,,. Un droit au remboursement peut être demandé par les non-résidents ayant payé trop d'impôts, sur leurs revenus fonciers ou leurs plus-values immobilières, et ceci de façon rétroactive à partir de 2012.
Tenant compte de cette interprétation de la CJUE, la Cour de cassation a considéré, à partir de 2001, que la CSG devait être regardée comme ayant une nature duale d’imposition de toute nature au sens de l’article 34 de la Constitution, et de cotisation sociale au sens du règlement européen du 27 juin 1971, ces deux considérations étant malgré tout compatibles et impliquant chacune des conséquences différentes.
Néanmoins, au sens du droit interne, la CSG et les autres prélèvements sociaux restent en premier lieu considérés comme étant des impôts. Ainsi, selon Michel Taly, directeur du Service de la législation fiscale de 1989 à 1995, la CSG, « touchant tous les revenus et ne comportant aucune contrepartie directe en termes de prestation, est incontestablement un impôt sur le revenu, qui rapporte d'ailleurs plus que l'impôt sur le revenu lui-même ». Dès lors, les contribuables français sont redevables de deux impositions sur leurs revenus : l’impôt sur le revenu stricto sensu d’une part, et les prélèvements sociaux (dont la CSG et la CRDS) d’autre part,.

## Assiette et taux

### Assiette
L’assiette de la CSG représente 1249 milliards d’euros en 2013, alors que celle de l’impôt sur le revenu est de 939 milliards, en raison de nombreuses exonérations (jeux, épargne réglementée, déduction des frais professionnels...).
La CSG n'est que partiellement déductible du revenu imposable.

### Taux
En 2020, les taux de la CSG sont de 9,2 % sur les revenus d'activités, et les revenus du patrimoine, et 6,2 % pour le revenu des jeux. Il existe des taux réduits pour les revenus de remplacement (chômage et retraites) et des taux dérogatoires sur les retraites des personnes ayant un revenu inférieur à un certain seuil.
| Contribution sociale sur les revenus du patrimoine et sur les produits de placement                         | 9,2 % (6,8 % déductible et 2,4 % non déductible) |
| Contribution sociale sur les revenus d'activité                                                             | 9,2 % (6,8 % déductible et 2,4 % non déductible) |
| Taux dérogatoire pour les pensions de retraite, d'invalidité                                                | 8,3 % (5,9 % déductible et 2,4 % non déductible) |
| Taux dérogatoire pour les retraites des personnes dont les revenus sont compris dans ] 14 548 € ; 22 580 €] | 6,6 % (4,2 % déductible et 2,4 % non déductible) |
| Contribution sociale sur les sommes engagées ou produits réalisés à l’occasion des jeux                     | 6,2 %                                            |
| Taux dérogatoire pour les allocations chômage                                                               | 6,2 % (3,8 % déductible et 2,4 % non déductible) |
| Taux dérogatoire pour les retraites des personnes dont les revenus sont compris dans ] 11 128 € ; 14 548 €] | 3,8 % (déductible)                               |
| Exemption pour certains revenus (en particulier retraites des personnes dont les revenus sont < 11 128 €)   | 0 %                                              |

### Mode et organismes de prélèvement
La CSG est prélevée, :
- à la source par les URSSAF pour les revenus d'activités ;
- par l'administration fiscale pour les revenus du patrimoine.

## Recettes et affectation

### Recettes
En 2018, pour l’ensemble des attributaires, le rendement de la CSG nette s’est élevé à 124 milliards d’euros. La composante la plus importante de la CSG est celle assise sur les revenus d’activités.
Le graphique qui aurait dû être présenté ici ne peut pas être affiché car il utilise l'ancienne extension Graph, désactivée pour des questions de sécurité. Des indications pour créer un nouveau graphique avec la nouvelle extension Chart sont disponibles ici.

### La CSG parmi les prélèvements obligatoires
La CSG est le deuxième impôt en termes de recettes, derrière la TVA, mais devant l’impôt sur les revenus, et l’impôt sur les sociétés.

### Affectation
| Origine                                        | Allocations familiales | Assurance maladie | Amortissement de la dette sociale | Assurance chômage | Solidarité vieillesse | Solidarité autonomie | Total  |
| ---------------------------------------------- | ---------------------- | ----------------- | --------------------------------- | ----------------- | --------------------- | -------------------- | ------ |
| CSG revenus du patrimoine                      |                        |                   | 0,60 %                            |                   | 8,60 %                |                      | 9,20 % |
| CSG activité                                   | 0,95 %                 | 5,95 %            | 0,60 %                            | 1,47 %            |                       | 0,23 %               | 9,20 % |
| CSG sur les pensions de retraite, d'invalidité | 0,95 %                 | 5,03 %            | 0,60 %                            |                   | 1,72 %                |                      | 8,30 % |
| CSG jeux                                       | 0,68 %                 | 5,30 %            | 0,22 %                            |                   |                       |                      | 6,20 % |
| CSG sur les allocations chômage                | 0,95 %                 | 4,65 %            | 0,60 %                            |                   |                       |                      | 6,20 % |

L’affectation de la CSG a évolué au cours des années. Alors qu’initialement elle se substituait aux cotisations pour le financement des assurances sociales, une partie de ses recettes a été progressivement affecté à des prestations non contributives. Par exemple, elle finance la garantie dépendance depuis 2001, et il est prévu que cette affectation augmente en 2024, une fois que la dette sociale existant avant 2020 sera remboursée.
En 2018, les produits nets du régime général de la sécurité sociale et du FSV ont représenté 498 milliards d’euros, qui avaient pour origines principales les cotisations sociales pour 266 milliards d’euros, et la CSG pour 116 milliards d’euros.
Le graphique qui aurait dû être présenté ici ne peut pas être affiché car il utilise l'ancienne extension Graph, désactivée pour des questions de sécurité. Des indications pour créer un nouveau graphique avec la nouvelle extension Chart sont disponibles ici.

## Débats

### Progressivité
La progressivité de la CSG fait débat à partir des années 2000, alors que son taux augmente et que dans le même temps, les modifications du barème de l’IR atténuent sa progressivité.
Le projet de loi de financement de la sécurité sociale de 2001 prévoyait une « ristourne dégressive » de la CSG et CRDS au profit des contribuables modestes. Cependant, l’absence de prise en compte des autres revenus de la personne et du foyer ainsi que de sa composition a amené le Conseil constitutionnel à censurer cette mesure en raison d’une rupture du principe d’égalité devant les charges publiques. Le mécanisme est alors remplacé par la prime pour l'emploi,. En 2015, les députés Jean-Marc Ayrault et Pierre-Alain Muet proposent à nouveau cette mesure cette fois en tenant compte des revenus familiaux, qui est également censurée,.
Selon la Cour des Comptes, la CSG combine plusieurs éléments de progressivité
 :
- par des taux réduits sur les retraites ou les allocations de chômage ;
- par des taux plus élevés pour les revenus du patrimoine ;
- par la non-déductibilité partielle de la CSG au revenu imposable.

### Étatisation de la sécurité sociale
L’instauration de la CSG, comme l'entrée de l’État dans la gouvernance de la sécurité sociale, d'une part, et l'ouverture de prestations sans obligation de cotisations, d'autre part, peuvent être vues comme la remise en cause d’une sécurité sociale en tant que modèle assurantiel géré par les travailleurs comme c’était le cas à son origine. Ces analyses sont toutefois à tempérer par le fait que les premières recettes fiscales affectées à la sécurité sociale datent des années 1950.

## Autres contributions créées sur le modèle de la CSG
Un certain nombre de prélèvements sociaux suivent la même logique que la CSG et portent sur des revenus totalement ou partiellement exclus de l’assiette des cotisations sociales. Certains préexistaient à la CSG, comme les prélèvements sociaux sur les revenus du capital, d’autres ont été institués ultérieurement, sur son modèle. Cet ensemble de taxes additionnelles affectées à la sécurité sociale représente 15,9 milliards d’euros en 2013.
La contribution pour le remboursement de la dette sociale est créée en 1996 par la réforme Juppé de la sécurité sociale sur le modèle de la CSG. La CRDS a été créée afin de doter la Caisse d'amortissement de la dette sociale (CADES), structure créée pour gérer et apurer la dette sociale. Elle s’applique à l’ensemble des revenus d’activité et de remplacement, des revenus du patrimoine et des placements ainsi que sur la vente de métaux précieux et aux gains de jeux de hasard.
La contribution de solidarité pour l’autonomie a été créée en 2004.
Le prélèvement de solidarité sur les revenus du patrimoine et les produits de placement au taux de 7,50 %, remplace à partir de 2019 le prélèvement social, créé en 1998, la contribution additionnelle au prélèvement social créée en 2004 et la contribution additionnelle pour le revenu de solidarité active créée en 2009.
Les prélèvements sociaux sur les paris en ligne ont été créés par la loi sur la libéralisation et la régulation des jeux d'argent en ligne de 2010.

#### Textes officiels
1. ↑  Article 134 de la loi n° 90-1168 du 29 décembre 1990 de finances pour 1991
2. ↑  Article 42 de la loi n° 90-859 du 29 décembre 1990 de finances rectificative pour 1993
3. 1 2  Article 17 de la loi n° 96-1160 du 27 décembre 1996 de finances pour 1997
4. ↑  Article 72 de la loi n° 2004-810 du 13 août 2004 relative à l'assurance maladie
5. ↑  Article 8 de la loi n° 2017-1836 du 30 décembre 2017 de financement de la sécurité sociale pour 2018
6. ↑  Article 26 de la loi n° 2017-1203 du 22 décembre 2018 de financement de la sécurité sociale pour 2019
7. ↑  Article L136-8 du code de la sécurité sociale et artice 154 quinquies du code général des impôts en vigueur en 2019
8. ↑  Article L136-5 du code de la sécurité sociale